# 依り代

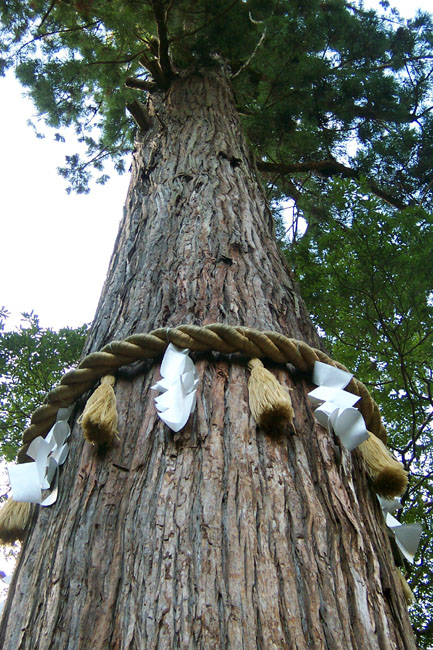
由岐神社（京都市左京区）の神木。注連縄が張られ、依り代であることが示されている

依り代（よりしろ、依代、憑り代、憑代）とは、神霊が依り憑く（よりつく）対象物のことで、神体などを指すほか、神域を指すこともある。

## 意味
日本の古神道の由来の民間信仰・神道の根底には、あらゆる物に神や魂などが宿ると考える自然崇拝があった。その意味では、依り代とは、森羅万象がなりうるものである。一般的に、マナは太陽、山河、森林、海などから来て物、特に石や木につくとされ、そのような物を祀る磐座（いわくら）信仰や神籬（ひもろぎ）信仰が始まっていった。そのようにして祀られる巨石・岩や高木には、現在も注連縄が飾られる。
また、日本の神として古事記や日本書紀にある人格神（人の形や人として捉えられる神）にも、根底に同じ考え方があり、所縁のある物や象徴する物（中が空洞の物体が多い）に依り憑いて具象化する（太陽神を象徴する鏡、髭籠等）ことで力を及ぼすと考えられたようである。

## 言葉
祭礼で使われる梵天（ボンデン、ホデ）と呼ばれる「床屋の耳掻きの、丸く切りそろえたる」物や、だいがく、などは神霊を迎える側からの呼称である招代（おきしろ）と呼ばれる。
折口信夫は、1915年4月、雑誌『郷土研究』へ掲載した論文『髯籠の話』の中で、柳田國男の 柄杓、瓢、杓子に関する膨大な資料等を参照し、「採り物」と呼ばれる柄杓状の呪具が、マナを招き、「えぶる（集める）」物を指すものの、古神道や日本の民俗信仰で用いられる、神降ろしの印を表す言葉がない、という問題から、依り代という言葉を、招代・標山とともに初めて用いた（なお、柳田國男は依り代という語を二度しか用いなかった）。
ただし、現在の神社神道では、森羅万象が依り代になりうるとは必ずしも考えていないため、いわゆる依り代を指す表現は御霊代（みたましろ）・巫（かんなぎ）であり、神奈備（かむなび）等の神域や、時代考証、伝統により由来のはっきりした、上代（じょうだい）（桓武天皇の時代）以前から神体とされるものは、かみしろ（神代・上代）とよばれる。

## 古神道から神社神道へ
古神道から形式や儀式が、長い歴史のなかで緩やかに定常化されつつあり、現在ほとんどの依り代は、神体として崇拝の対象（依り代が崇拝の対象ではなく、憑依する神が崇拝の対象）となり、家庭での神棚や祠などの簡易なものから、神社に社や神殿などの祭祀の施設が設けられている。
これらの神社などの多くは、もともと古神道で信仰されていた場所に建てられ、その場所にある磐座・神籬がその神社としての依り代となっている場合が多い。また、同様に、榊（さかき）に代表される梛（なぎ）などの革厚で光沢のある葉を持つ常緑の広葉樹を、神の依り憑く神木としている。また祭礼など特殊な場合には、山や神殿等から、より身近な場所に神霊を降臨させる臨時の依り代（神輿や山車）がある。

## ホトケ
柳田國男は、ホトケと呼ばれる道具(墓標あるいは位牌、オシラサマ)が存在した調査結果から、「仏教以外の、ホトケという」よりしろがあったという説を提唱している。また、「霊は窪んだ物に依る」という思想を継承していた日本人が、仏教を受容した際「ホトケというカミ」の説明として、善光寺の「臼に乗った仏像」伝承があったのではとする。なお白川静は、仏の語源について、「ブッダの音訳であるが、ケは不明」とし、ホトケの語源に「缶（ホトギ）」起源説が抜きがたく存在する。

## 付喪神や塚・慰霊と感謝
日本には森羅万象に神や魂が宿るという考え方から、多くのものや事柄に対し「畏怖や畏敬の念を抱く」という考え方があり、またそれは、物に対する感謝や、物を大事にする・大事に使う・大事に利用する（食する）という考えにつながり、様々なものを依り代として祀ってきた。
付喪神とは、長く使われた物に、霊が宿ったものをさす。道具は、杓子、柄杓、のようなものから唐傘や硯、井戸など生活に係わる全般におよぶ。
人の作った塚には、様々な生き物や道具などに憑いた神が、荒ぶる神にならぬよう、幸をもたらしてくれるようにと祀った碑としての塚（古墳は除くが信仰の対象となっているものもある）がある。具体的な例としては、人形塚・包丁塚・道具塚などの人工物を祭るものや、鯨塚や魚塚といった生き物、または、戦乱や災害や不幸や事件で無くなった人やその遺品を収める、蒙古塚・首塚・刀塚、ヨリマシを埋めたものであるらしい「頼政塚」、鵺塚等がある。